# Schmittius politus
Schmittius politus är en kräftdjursart som först beskrevs av Bigelow 1891.  Schmittius politus ingår i släktet Schmittius och familjen Squillidae. Inga underarter finns listade i Catalogue of Life.